# 나카하마역
나카하마역(일본어: 中浜駅)은 일본 돗토리현 사카이미나토시에 위치한 서일본 여객철도 사카이 선의 철도역이다. 상대식 승강장 2면 2선의 구조를 갖춘 지상역이다.

## 타는 곳
| 1 | ■ 사카이 선 | 상행 | 요나고 방면       |
| 2 | ■ 사카이 선 | 하행 | 사카이미나토 방면 |

## 역 주변
- 미호 비행장

## 역사
- 1952년 7월 1일 : 사카이 선의 오시노즈 역 - 아마리코 역 간에 신설 개업.
- 1987년 4월 1일 : 일본국유철도 분할 민영화에 의해, 서일본 여객철도가 승계.
- 2008년 3월 15일 : 오시노즈 역에 있던 교환 설비가 이 역으로 이전. 그것에 의해 역이 80m 사카이미나토 역 방면으로 이전.
- 2013년 2월 28일 : 오전 9시를 기해, 자동 발매기 철거.

## 인접 역
| 서일본 여객철도 사카이 선 | 서일본 여객철도 사카이 선 | 서일본 여객철도 사카이 선    |
| ------------------------- | ------------------------- | ---------------------------- |
| 요나고쿠코 요나고 방면    | ■ 사카이 선               | 다카마쓰초 사카이미나토 방면 |